# ヤツュクィー
ヤツュクィー（ウクライナ語：Яцюки́；意訳：「ヤツュークの村」）は、ウクライナのキエフ州オブーヒウ地区にある村。村名は「ヤツューク」というウクライナ人の名字に由来する。レプヤーシュカ川河岸に位置する。面積は約2.7km²（2005年）。人口は263人（2005年）。